# Villamorco
Villamorco es una localidad de la provincia de Palencia (Castilla y León). Villamorco es una de las localidades del municipio de Valde-Ucieza (España).

## Geografía
- Altitud: 860 metros.
- Latitud: 42°24′ N
- Longitud: 4°36′ O

## Historia
El 8 de julio de 1212, dentro de la documentación del monasterio santiaguista femenino de Santa Eufemia de Cozuelos, aparecen los yernos de don Gil de Villamorco, como vendedores de unas tierras sitas en Fuente Juan Vellídez a Díaz Roiz, comendador de Campos (antiguo nombre con el que se conocía al valle de la Valdavia) y de Villasila para la Orden de Santiago. El hecho de tratar de don a este personaje, nos remite a un ricohombre o potentado oriundo de Villamorco.
A la caída del Antiguo Régimen la localidad se constituye en municipio constitucional y que en el censo de 1842 contaba con 22 hogares y 114 vecinos. A mediados del siglo XIX crece el municipio por la incorporación de Miñanes, para posteriormente integrarse en Valde-Ucieza, contaban ambas localidades con 79 vecinos y 304 habitantes.

## Geografía humana

### Demografía
| Gráfica de evolución demográfica de Villamorco entre 1842 y 1930 |
| |
| Población de derecho según los censos de población del INE Población de hecho según los censos de población del INEEntre el censo de 1857 y el anterior, crece el término del municipio porque incorpora a 345059 (Miñanes) Entre el censo de 1940 y el anterior, este municipio desaparece porque se agrupa en el municipio 34192 (Valde Ucieza) |

Evolución de la población en el siglo XXI
| Gráfica de evolución demográfica de Villamorco entre 2000 y 2020   |
|                                                                    |
| Población de derecho (2000-2020) según el padrón municipal del INE |

## Patrimonio
- Iglesia de San Esteban: El templo actual posiblemente reemplazó a una anterior más rústica y románica. Reparte su planta en dos naves, que se cubren con bóvedas de aristas recogidas de yeserías planas, destacando en su interior varios retablos del siglo XVIII.

## Fiestas
- San Isidro el 15 de mayo.

## Personalidades
- Plácido Pérez Gañán, religioso
- Nicéforo Salvador del Río, religioso, mártir y beato.[8]